# Khost (distrikt)
Khost (persiska: خوست), även kallat Khost Matun (خوست متون), eller Wuluswali-ye Khost (ولسوالی خوست), är ett distrikt (wuluswali) i östra Afghanistan, i provinsen Khost. Administrativt centrum är provinshuvudstaden Khost.
Distriktet beräknades år 2022 ha omkring 162 000 invånare.